# Adriaan Magerman
Adriaan Magerman (Zottegem, 28 december 1922 – Deinze, 12 oktober 2000) was een Belgisch dichter. 
Hij was de zoon van de sociaal-georiënteerde toneelschrijver Pieter Magerman. In 1966 verscheen een bundel gedichten van Adriaan Magerman onder de naam "Egidius". De Gentse graficus Michel Bracke verzorgde de dichtbundel met verschillende illustraties. De Belgische componist Norbert Rosseau schreef elektronische muziek als begeleiding bij enkele van zijn gedichten, zoals Ode aan Gent - Impromptu uit 1969. Met zijn gedichten heeft Magerman verschillende prijzen gewonnen, waaronder de Arthur Merghelynckprijs voor Asthenisch in 1964, en de Guido Gezelleprijs voor Mei Requiem in 1992.
Adriaan Magerman overleed in 2000 op 77-jarige leeftijd.
- Bibsys: 90921783
- Digitale Bibliotheek voor de Nederlandse Letteren: mage001
- Gemeinsame Normdatei: 172245648
- International Standard Name Identifier: 0000 0001 3974 5403
- Nederlandse Thesaurus van Auteursnamen: 073435775
- Virtual International Authority File: 201288342
- WorldCat: E39PBJyWQWCpkPC6vxqcdrTvHC